# Худайназаров, Атамурат
Атамурат Худайназаров (узб. Отамурод Худойназаров) — советский хозяйственный, государственный и политический деятель, Герой Социалистического Труда.

## Биография
Родился в 1928 году на территории нынешнего Бойсунского района. Член КПСС с 1958 года.
С 1944 года — на хозяйственной, общественной и политической работе. В 1944—1992 гг. — колхозник, тракторист, механик-водитель хлопкоуборочной машины совхоза «Хазарбаг» Денауского района Сурхандарьинской области, бригадир комплексной механизированной хлопководческой бригады совхоза «Комсомолобад» Гагаринского/Музрабадского района Сурхандарьинской области Узбекской ССР.
Указом Президиума Верховного Совета СССР от 1 марта 1965 года присвоено звание Героя Социалистического Труда с вручением ордена Ленина и золотой медали «Серп и Молот».
Избирался депутатом Верховного Совета СССР 9-го созыва.
Жил в Музрабадском районе.